# Дептівка
Де́птівка (вимоваⓘ)  — село в Україні, у Попівській сільській громаді Конотопського району Сумської області. До 2020 центр Дептівської сільської ради. Розташоване за 33 км від районного центру. Населення — до 700 осіб (на 2001 — 1 167 осіб).

## Етимологія
Професор Київського державного університету К. Тищенко тлумачить походження назви села з польської мови:
| Польських часів на Лівобережній Україні (1569-1648) сягають назви із західнослов’янськими звуковими елементами або тодішніми реаліями у значеннях: Кузьки (очевидно, від польс. kózki “кози, кізки”), Жолдаки (за Польщі żоłdak – це назва найманого вояка, що отримував żоłd, тобто платню), Гути (так звалися тоді будівлі або місця, де могли випалювати дьоготь або робили скло), Дептівка (від польс. deptać “топтати”, або від імені особи, у кінцевому рахунку пов’язаного з цим словом)... |

## Географія
Село на лівому березі р. Ромен, вище по течії (10 км) — село Фесівка, нижче (5 км) — село Левівщина (Талалаївський район Чернігівської області), на протилежному березі — село Великий Самбір.
Розташоване на шляху з Великого Самбора на Голінку.
На території села низка ставків, більшість з яких перетворилися на болота.
Біля села протікає річка Безіменна, ліва притока Ромену.

## Історія

### Козацька доба
За переказами, село засноване козаками Бойком та Дептою 1678. Гетьман України Іоанн Мазепа включив його до складу Великосамбірського старостатства, у якому кожен з п'яти населених пунктів мав магістрат та війта. Після агресії московського війська на територію України та знищення Батурина 1708, окупаційна влада спробувала закріпити село за старшиною, яка перейшла на бік Московії. Так, гетьман Іоанн Скоропадський видав універсал конотопському сотнику Григорію Костенецькому на власність селом, але вступити в дію він міг значно пізніше, по остаточному підкоренні України.
Дептівський козацький курінь брав участь у Сулацькому (Терківському) поході (1725—1727), про що залишилося свідчення у справі про відсоткові борги дептівських козаків від 1732 року.
До ліквідації полкового устрою та анексії Гетьманщини з боку Росії (1781), Дептівка була містечком Голінської сотні  Прилуцького полку. Більшість зберегла становий статус козаків до 1920-х років — до комуністичної навали.

### У складі Російської імперії
Село віднесено до складу Кошарської волості Конотопського повіту. 1876 відкрито Дептівську міністерську школу, яку згодом перенесено до сусідньої Голінки - центру Голінської волості.

### Перша радянська окупація
У роки колективізації, в 1929 році, у селі була створена перша артіль «Нове життя». До її складу затягнули 40 дворів. У 1931 році на базі артілі було створено два колгоспи, до складу яких уже входило понад 300 дворів та ще один колгосп «Червона Слобода».
Створення колгоспних господарств дало змогу ефеткивно організувати штучний голод, від якого гинули переважно старі та діти. Село є в списку постраждалих від Голодомору 1932-33 — геноциду українського народу. Свідчення про комуністичний терор мешканки села Ксенії Салій, 1923 р.н.:
|  | Церква була нова. Після приходу радянської влади познімали дзвони, а дзвіницю розкидали. З матеріалів дзвіниці комуністи збудували собі хати. Батюшку арештували і після того він вже не повернувся в село. Його сім’ю вигнали з хати, але більше не чіпали. В церкві зробили зерносховище. Але все одно, коли люди проходили біля церкви, хрестилися. В 30-х роках почалася колективізація. Перший колгосп – “Нове життя”. Туди примушували йти. По селу була чутка, що тих, хто піде в колгосп, будуть клеймить. В цей перший колгосп пішло не дуже багато людей. В той час ще було дуже багато “індусів”(тих, хто не йшов в колгосп). Другий колгосп – “Червона слобода”. Туди записалась наша сім’я. Після того у нас забрали землю, коні, корову (її потім вернули), плуги, дряпачі та інші інструменти. При вступі до колгоспу писали заяву, а записувались – бо так треба було. Колгоспникам залишали городи 50-70 соток. У нас було 60 соток. Третій колгосп – “ОДПУ”. В той час почали розкуркулювати. Розкуркулювали заможніші родини, забирали все. Головою сільради був Книш з сусіднього села Голінки, Радченко – присланий, Калита – свій. Вони і "куркулили". Голод був в 1933 році. Людей у селі мерло не багато , в основному тільки пухли. Люди їздили в Конотоп, міняли золото, срібло на крупчатку. В неї мішали листя з липи, з конюшини квіточки, макуху, буряк, а крупчатку додавали, щоб лиш купи трималось. Люди ходили на роботу в колгосп, їм давали на обід грам по 200 чистого хліба. У нас була корова, то тільки молоком і виживали. З інших сіл приходили люди голодні, їсти просили, а їм нічого було дати, бо у самих не було... |

.

### Друга Світова війна
Громада села найдовше у краї зберігала церкву від закриття та опоганення комуністами — аж до 1939 і початку Другої світової війни. Але вже у вересні 1941 із села вигнали сталіністів — організаторів Голодомору і атеїстів. Громада, яка повністю зберегла церковне майно, відразу домоглася від німецької влади відновлення богослужінь (священник Володимир Єршов) та повнокровного християнського життя. Церква залишалася єдиною діючою в окрузі аж до 1976 — сюди їздили хрестити дітей та відспівувати покійників із сусідньої Голінки.
До української поліції 1941 вступили дептівці, родини яких були вбиті або депортовані сталіністами. Серед них — Петро Салій, батька якого, Микиту, засудили «за спекуляцію» та закатували у комуністичному концтаборі.
Також органи місцевого самоврядування, згідно з постановою німецького уряду, провели часткову реституцію майна особам, які постраждали від комуністичних грабунків. Законним власникам Дептівки повернуто десятки хат та господарств, які забрали «активісти» та просто шахраї. Зокрема, родина Левусів повернулася до рідного обійстя аж із донецьких шахт, де вражені в правах станові козаки рятувалися з 1932 року. Проте 1943 сталінська влада повернулися до села. Хати знову були пограбовані та відібрані, а після цього комуністи влаштували новий терор голодом 1946—1947 — до демобілізації чоловіків, насильно забраних до сталінського війська.

### Друга радянська окупація
До 1965 року село Дептівка входило до Дмитрівського району Чернігівської області, а згодом, на прохання педагогів середньої школи, передано до складу Конотопського району Сумської області. Це порушило традиційні зв'язки громади села із сусідньою Голінкою Бахмацького району.
1987 року відновлено богослужіння у храмі Пресвятої Богородиці. Відкриття церкви добився безпосередньо у Москві колишній комуніст Григорій Овсійович Назаренко.

### Російське вторгнення в Україну
В лютому-березні 2022 року через село курсували колони російських військ. Силами збройних сил України на території села було ліквідовано п'ятьох окупантів, ще три потрапили в полон, ті намагалися вивезти награбоване майно. На початку серпня 2022 року було затримано священнослужителя місцевого храму за підозрою в колабораціонізмі з російськими окупантами.

## Сьогодення
На території сільської ради діють: Дептівська сільська рада, сільськогосподарські підприємства :Агрополіс ,ТОВ «Світоч», ПСП «Злагода» та два фермерські господарства, релігійна громада УПЦ МП; сільська лікарська амбулаторія; загальноосвітня школа І-III ст. (закрита в 2020, дітей возять на навчання у Великий Самбір), сільський Будинок культури та бібліотека; приватні крамниці та поштове відділення. 

## Політика

### Парламентські вибори, 2019
На позачергових парламентських виборах 2019 року у селі функціонувала окрема виборча дільниця № 590184, розташована у приміщенні будинку культури.
Результати
- зареєстровано 556 виборців, явка 58,27%, найбільше голосів віддано за «Слугу народу» — 42,06%, за Радикальну партію Олега Ляшка — 15,26%, за Всеукраїнське об'єднання «Батьківщина» — 12,15%[6]. В одномандатному окрузі найбільше голосів отримав Максим Гузенко (Слуга народу) — 37,07%, за Ігоря Шкурата (самовисування) — 20,87%, за Віктора Ладуху (Всеукраїнське об'єднання «Батьківщина») — 9,97%[7].

## Пам'ятки
Окраса села — дерев'яна церква Різдва Богородиці, побудована 1906 коштом Дептівської громади. Це досить помітна за розмірами та красою дерев'яна архітектурна споруда на Лівобережній Україні. Внаслідок недбайливості органів нагляду за пам'ятками бані старовинної церкви вкрили дешевою позолотою.
- Група могил[d]: братська могила радянських воїнів, індивідуальна могила Т. М. Назаренка — підпільника, та пам'ятник воїнам-землякам;
- Могила Віталія Назаренка[d];

## Уродженці
- Григорій (Гас) Скиба (10 січня 1893, Дептівка — 10 квітня 1956) — український військовий діяч, козак 4-ї Сірожупанної дивізії Армії УНР. Провідник ОУН (б) на Конотопщині.
- Павло Яценко — учасник Німецько-радянської війни, навідник гармати 5-ї батареї 378-го винищувально-протитанкового артилерійського полку 70-ї армії 1-го Білоруського фронту, сержант. Герой Радянського Союзу.
- Назаренко Віталій Якович — радянський військовослужбовець, учасник афганської війни.